# Якопо де Барбари
Якопо де' Бàрбари (на италиански: Jacopo de’ Barbari, Iacopo de' Barbari; * ок. 1460/1470 във Венеция, Венецианска република; † пр. юли 1516 в Мехелен, Господарство Мелехен), познат и с фамилията де Барбари, де Барбери, Барбаро, Барберино, Барбариго или Барбериго (de Barbari, de Barberi, Barbaro, Barberino, Barbarigo, Barberigo), е италиански художник и гравьор, който работи като дворцов художник на различни места северно от Алпите.
През 1500 г. се мести от Венеция в Германия, ставайки първият известен италиански ренесансов художник, който работи в Северна Европа. Неговите редки оцелели картини (около дванадесет) включват най-ранния известен пример за тромп лой от древността. Неговите двадесет и девет гравюри и три много големи ксилографии също са със значително художествено влияние, включително един от най-големите шедьоври на градската картография, известният Изглед на Венеция.
В Германия е известен също като Якопо Валх (Jacopo Walch), вероятно от „чужденец“ (на немски: Wälsch) – термин, често използван за италианците.

## Биография
Мястото и датата на раждане на художника са несигурни, но той е описван като венецианец от неговите съвременници, включително от Албрехт Дюрер, и като „стар и уморен“ през 1511 г. Следователно за годината на раждане можем да се вземе дата между 1445 и 1470 г. Има и спекулации, че е от германски произход, но вече е ясно, че е роден във Венеция и е италианец. Има и някои негови документи, написани на италиански и адресирани до немски кореспонденти.
Той подписва повечето си гравюри с кадуцей – символът на Меркурий, а натюрмортите със следните думи: „Jac.o de barbarj p 1504“ в парчето хартия, изобразено на картината (вж. по-долу в дясно Яребица и железни ръкавици). Може да се заключи, че той не принадлежи към важното семейство Барбаро, също като се има предвид, че никога не е вписван в родословието на това семейство.
Не се знае нищо за ранните му десетилетия, въпреки че Алвизе Виварини е посочен като негов учител. До 1500 г. работи във Венеция, където през 1498 – 1500 г. изработва голям и детайлен план (139 x 282 cm) на града от птичи поглед.
Напуска Венеция за Германия през 1500 г. и оттогава има повече информация за живота му. В Германия работи за император Максимилиан I от Нюрнберг в продължение на една година и се запознава с Албрехт Дюрер. След това работи на различни места за курфюрст Фридрих III от Саксония между 1503 и 1505 г., преди да се премести в двора на Йоахим I от Бранденбург около 1506-1508 г. Известно време работи заедно с Лукас Кранах Стари. 
Изглежда, че се завръща във Венеция с Филип I Кастилски, за когото по-късно работи в Графство Холандия. През март 1510 г. е на служба при наследницата на Филип – Маргарет Хабсбургска в Брюксел и Мехелен. 
През януари 1511 г. се разболява и прави завещанието си. През март ерцхерцогинята му отпуска доживотна пенсия предвид старостта и слабостта му. Умира през 1516 г., оставяйки на ерцхерцогинята двадесет и три прекрасно издялани чинии.

## Творби

### Изглед на Венеция и други гравюри
Първата му документирана работа е огромната (1315 x 2818 m, шест панела) и впечатляваща ксилография Изглед на Венеция от 1500 г. На 30 октомври 1500 г. Венецианската република предоставя на немския издател Антон Колб привилегията да я отпечата, след три години работа, прекарана в работата по щателно издълбаване на крушовото дърво на паната. Тази изключително прецизна и подробна работа се основава и черпи своите източници от работата на много топографи. Това веднага е счетено за грандиозен подвиг и предизвиква огромно удивление от самото начало. В по-късен печат той е леко актуализиран от други художници, за да се вземе предвид строителството и модификацията на големи сгради в града. Оригиналната ксилографска матрица все още е запазена и изложена в Музея „Корер“ във Венеция.
В допълнение към Изгледа на Венеция той създава две други произведения със същата техника: Триумфът на човек над сатир (три пана) и Битката между хората и сатирите (две пана), и двете представящи мъже и сатири. Те навремето са най-великите и изненадващи фигуративни ксилографии, създадени дотогава, представляващи от десетилетия отправна точка за най-добрите велики италиански ксилографии. Тези произведения биха могли също да датират от периода преди 1500 г. и със сигурност са повлияни от творбите на Андреа Мантеня.

### Срещи с Албрехт Дюрер
Когато Гледка към Венеция е публикувана, творецът вече е стигнал до Германия. Там той се среща с Албрехт Дюрер, с когото навярно се е запознал по време на първото пътуване на Дюрер до Италия (има двусмислен пасаж от писмо на Дюрер). Те обсъждат човешките пропорции, които със сигурност не са сред особеностите на изкуството на Де' Барбари, но Дюрер определено е очарован от това, което чува от него въпреки впечатлението си, че той не разкрива всичките знания, с които разполага.
Двадесет години по-късно Дюрер напразно се опитва да получи от Маргарет Хабсбургска ръкописа на тази тема от починалия междувременно Де' Барбари. Той е изчезнал и се счита за изгубен.

### Датиране на творбите
Между 1500 и 1501 г. Де' Барбари е в Нюрнберг, където живее Дюрер, и двамата художници си влияят един на друг в продължение на много години. Нито една от неговите гравюри не е датирана, така че датирането им се приписва на прилики с датирани произведения на Дюрер. Това е сложен и несигурен процес, като се има предвид и невъзможността да се установи кой от двамата е повлиял върху работата на другия. Пет от неговите гравюри са в колекция на Хартман Шедел, подвързана през декември 1504 г., което предоставя повече информация за по-късни дати. Де' Барбари вероятно прави някои гравюри, преди да напусне Италия, но най-добрите му гравюри обикновено са направени след прехвърлянето му в Германия през 1500 г.
Някои от картините му са датирани, като тези от 1500, 1503, 1504 и 1508 г. Документите, отнасящи се до ангажимента му с Максимилиан I, предполагат, че неговите творби трябва да са включвали някакъв илюстрован ръкопис, въпреки че досега такова произведение не му е приписвано. Единствената рисунка, която му се приписва с голяма сигурност, е тази на Клеопатра, изложена в Британския музей, очевидно направена като изследване за гравюра, която обаче не е достигнала до нас.

### Гравюри
Стилът му е свързан с възможния му учител Алвизе Виварини и с Джовани Белини, но изкуството му със сигурност има особена конотация. Влиянието на техниката на Андреа Мантеня се проявява вероятно в първите му гравюри, направени в началото на века, с паралелно засенчване. Много от неговите гравюри са малки по размер и съдържат само няколко фигури. В многобройни гравюри се появяват яростни сатири и често присъстват митологични герои, включително две Жертвоприношения на Приап.
Най-ранните гравюри показват фигури с „малки глави и почти безформени тела, наклонени рамене и здрави торсове, поддържани от тънки крака“ – характеристики, които също се виждат в неговите картини. Множество голи фигури вероятно са от междинен период, от които най-известните са Аполон и Даяна и Свети Себастиан. В тези произведения способността му да организира цялата композиция изглежда значително усъвършенствана.
В по-късните творби стилът му се развива и става по-„италиански“, а композицията - по-сложна. Тези произведения притежават загадъчна атмосфера на духове и много изискана техника. Според JA Levenson тези произведения датират от времето му в Холандия и са повлияни от младия Лукас ван Лайден.

### Картини
Той рисува от натура Врабче (Национална галерия, Лондон), вероятно част от по-голямо произведение.
Младежкият натюрморт Яребица, железни ръкавици и стрела от арбалет често се нарича „първият тромп лой на древността“, въпреки факта, че Две венециански дами от друг венецианец – Виторе Карпачо, имат на гърба си тромп лой, изобразяващ поставка за писма, датираща от 1490 г.
Едно известно, но противоречиво произведение на Де' Барбари – Портрет на Лука Пачоли и на неговия ученик (вероятно Гуидобалдо да Монтефелтро, херцог на Урбино) може е в Музей „Каподимонте“ в Неапол. Представлява францисканския математик и експерт в перспективата, демонстриращ геометрични теореми на маса, върху която лежи неговата „Summa de arithmetica, геометрия, пропорции и пропорционалност“ и текст от Евклид. Ученикът му, елегантно облечен, насочва поглед към наблюдателя. Творбата е подписана „IACO. БАР VIGEN / NIS 1495“.
Сред различните шедьоври, разпръснати по света, Лувърът има Свето семейство със Свети Йоан Кръстител, а във Филаделфия е картината Старият любовник на младата жена.